# IJslands Gemenebest
Het IJslands Gemenebest (IJslands: Þjóðveldið Ísland) was de eerste IJslandse staat in de geschiedenis.
Het IJslands Gemenebest bestond vanaf 930, toen het Alþing werd opgericht, tot 1262, toen IJsland onder bestuur van Noorwegen kwam. In de tussenliggende tijd bloeide het land op en ontwikkelde zich langzaam tot een hechte eenheid, terwijl de banden tussen de verschillende deelgebieden vrij los bleven; men kwam eens per jaar bijeen in Þingvellir. Dit bleef zo tot de 13e eeuw, toen IJsland in een burgeroorlog terechtkwam, de zogeheten Sturlungtijd. Deze strijd eindigde met de Noorse machtsovername in 1262-1264.

## Godsdienst
De vroege IJslandse bevolking hing het Germaans heidendom aan, dat zij hadden meegebracht uit Noorwegen, Zweden, Denemarken en Groot-Brittannië. Toch werd vanuit het christelijke Europa langzaamaan druk uitgeoefend. Aan het einde van het millennium waren veel van de gezaghebbers op IJsland dan ook christen. Rond het jaar 1000 kwam het christendom steeds meer in conflict met het Oudnoordse geloof, zodat men de voorzitter van het Alþing Thorgeir de Wetgever vroeg de knoop door te hakken en een oplossing voor het vraagstuk van de botsende geloven te vinden. Hij kwam met de oplossing dat men binnenshuis het heidense geloof mocht bedrijven, maar buitenshuis christelijk moest zijn. Thorgeir zelf zwoer het heidendom helemaal af, en gooide zijn beelden van Germaanse goden van een waterval, die hierom Goðafoss (Waterval der Goden) is genoemd. Uiteindelijk zou het christendom de overhand krijgen, maar het heidense geloof is zelfs vandaag de dag nog levend op IJsland.

## Goðorð-stelsel
Het gemenebest had een ongewone vorm. Het Alþing was zowel rechtsprekend als wetgevend; er was geen koning of algemeen bestuur. IJsland was opgedeeld in vele goðorð (enkel- en meervoud), die werden bestuurd door bepaalde huizen of bondgenootschappen, geleid door een soort van stamhoofden die goðar heetten (enkelvoud goði). De stamhoofden verzorgden de verdediging en stelden rechters aan om twisten tussen inwoners van de goðorð op te lossen; elk gebied had een eigen þing waar, net als bij het Alþing, rechtgesproken werd.
De goðar kwamen elk jaar naar het Alþing om met elkaar te vergaderen over de zaken die alle IJslanders aangingen. Dit is enigszins te vergelijken met de rijksdagen die werden gehouden in het Frankische Rijk, met het verschil dat bij het Gemenebest een overheersende vorst ontbrak.

## Sturlungtijd
Een goðorð kon door twee stamhoofden samen bestuurd worden, maar een stamhoofd kon ook meerdere goðorð besturen. Na verloop van tijd wisten enkele families een heleboel goðorð te verwerven en zo een klein rijk op te bouwen. In de 13e eeuw raakten de sterkste huizen met elkaar in oorlog om de macht over heel IJsland. De koning van Noorwegen zag hierin een kans om zijn gezag op IJsland te vestigen. De decennialange oorlogen hadden IJsland verzwakt en vanaf 1257 kwamen daar nog jarenlange misoogsten bovenop, als gevolg van de uitbarsting van de vulkaan Samalas op Lombok. Deze omstandigheden noopten de stamhoofden er in 1262 toe in te stemmen met het Gamli sáttmáli (Oude Convenant). In 1264 volgde de ondertekening ervan. Dit betekende het einde van het IJslandse Gemenebest.